# Big Sister
Il Big Sister è stato un bordello di Praga situato nel distretto di Smíchov a Nádražní 46, sulla riva sinistra della Moldava.

## Il locale
Aperto nel maggio 2004, il locale funzionava da sex club dalle 19 alle 3 del mattino. Per i clienti del Big Sister erano disponibili dalle 25 alle 45 ragazze in base alla stagione, sebbene il locale fornisca una quota fissa di 7-10 ragazze, presenti quotidianamente nel club.
Nel Big Sister era possibile fare sesso gratuitamente, a patto che si venisse filmati durante il rapporto da alcune delle circa 58 telecamere presenti nel locale. Il filmato poteva, a scelta del cliente, finire su Internet o essere richiesto come DVD (al prezzo di 10 euro per coloro che vi si recavano da soli, gratis per le coppie). Il Big Sister ha chiuso nel novembre del 2010.

## Informazioni

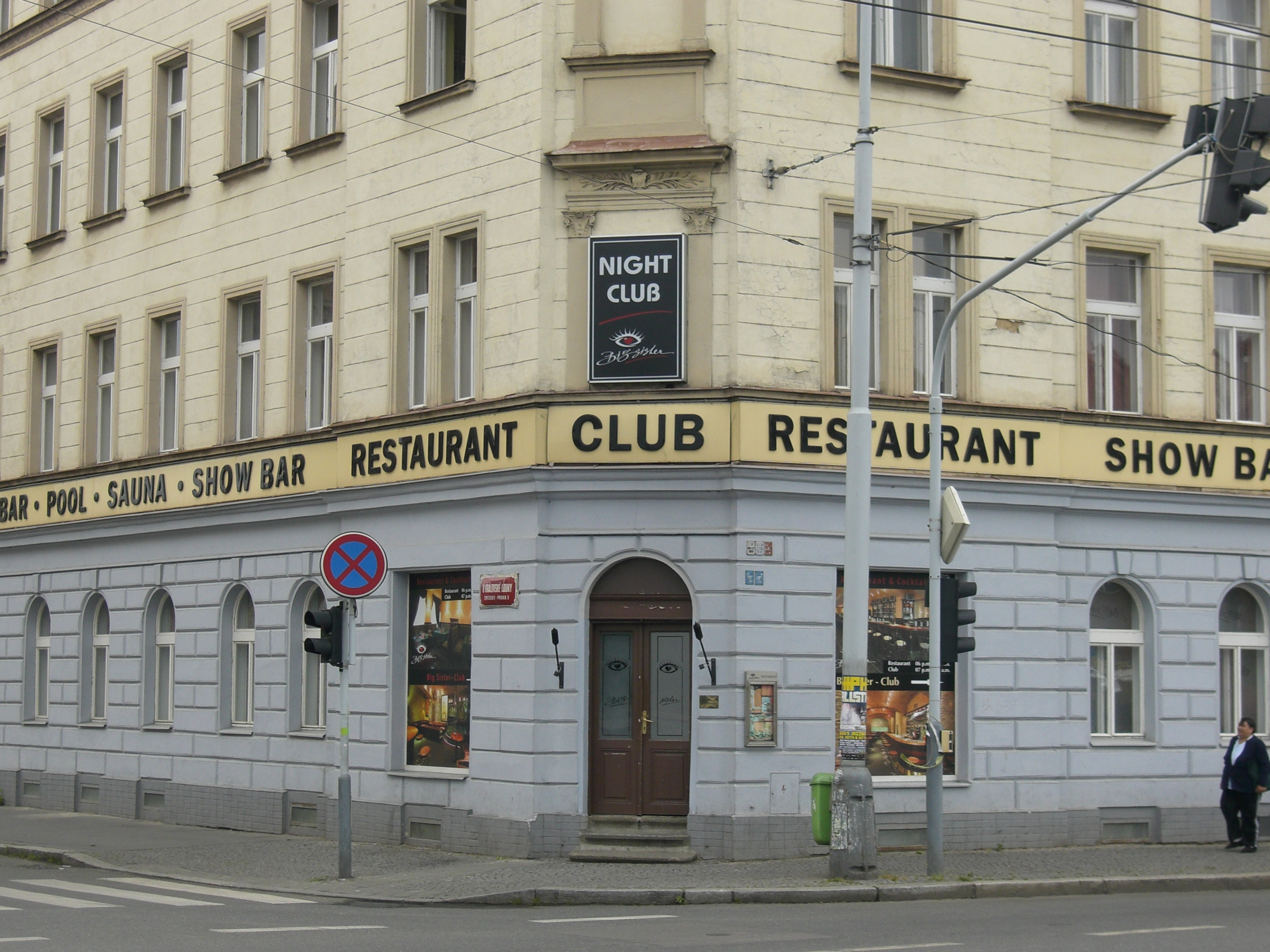
L'entrata del Big Sister

Gli uomini pagavano per l'ingresso 500 corone ceche (circa 20 euro); le donne e le coppie avevano l'entrata libera ed era raccomandata la prenotazione. Per entrare era necessaria la carta d'identità e la firma di un contratto che permetteva la registrazione, l'acquisto e la diffusione dei filmati. Era permesso stare con le prostitute un'ora. Le coppie che praticavano atti sessuali ricevevano un compenso di circa 30 euro. L'abbonamento al sito ammontava di 30 euro al mese.
Le prostitute (circa 12 ogni notte nel 2005) avevano un salario fisso con un'aggiunta in base agli atti sessuali compiuti. Lo stipendio era di circa 3.000 euro al mese. La fellatio e il sesso vaginale erano quasi sempre svolti con il preservativo, e molte donne non permettevano il cunnilingus o i baci in bocca. Quasi tutte le donne provenivano dalla Repubblica Ceca o dalla Slovacchia, mentre qualcuna veniva dal Brasile o dal Ghana.
Nel bordello c'erano 58 camere, Gli impiegati sceglievano le telecamere e la selezione audio/video da archiviare per la registrazione del filmato e quindi del DVD.

## Questioni giuridiche
La prostituzione nella Repubblica Ceca è legale sebbene non sia regolamentata. Al contrario, è illegale lo sfruttamento della prostituzione secondo l'art. 189 del Codice Penale ceco. Alla luce di ciò, i bordelli come il Big Sister operano in una zona grigia del diritto: da un punto di vista strettamente giuridico, infatti, il servizio offerto dal locale non è considerato prostituzione, poiché i clienti non pagano nulla per averlo.

## Risalto mediatico
Il Big Sister è finito su 13 emittenti televisive internazionali e 58 riviste; in Italia sono andati in onda alcuni servizi su Italia 1 nei programmi delle Le Iene e di Lucignolo su YouTube.

## Il sito internet
Nell'aprile 2005 venne creato ed aperto il sito web pornografico BigSisterLive.com, nel quale era possibile assistere all'attività del bordello, anche in diretta, dietro pagamento.